# 미국 해군의 조직 목록
다음은 미국 해군의 모든 부대와 기관 조직을 모아놓은 추적용 목록이다.

## 본부
- 해군부
  - 장관
  - 차관
  - 해군작전부장
  - 해군작전차장

## 기관
- 행정청 (Office)
  - 국립해양첩보통합청 (NMIO)
  - 우선물자청 (PMO)
  - 해군군수청 (ONM)
  - 해군범죄수사청 (NCIS)
  - 해군연구청 (ONR)
  - 해군첩보청 (ONI)
  - 해군해양학청 (NAVOCEAN)
- 행정부 (Bureau)
  - 공창부두부 (Bureau of Yards and Docks)[fn 1]
  - 병기부 (Bureau of Ordnance)
  - 보급회계부 (Bureau of Supplies and Accounts)
  - 의무외과부 (Bureau of Medicine and Surgery)
  - 항공공학부 (Bureau of Aeronautics)
  - 항법부 (Bureau of Navigation)[fn 2]
  - 함선부 (Bureau of Ships)[fn 3]
    - 건조수리부 (Bureau of Construction and Repair)[fn 4]
    - 증기기술부 (Bureau of Steam Engineering)[fn 5]

  - 해군무기부 (Bureau of Naval Weapons)
  - 해군인사부(Bureau of Naval Personnel (BuPers))[fn 6]
- 위원회
  - 감찰조사위원회 (INSURV)
  - 해군제대검토위원회 (NDRB)
  - 해군조사위원회 (Naval Board of Inquiry)
  - 해군행정위원회 (Board of Navy Commissioners)
- 연구개발
  - 해군전자연구실 (NEL); 1945년 ~ 1997년
  - 극지잠수함연구소 (ASL); 1941년 설립
- 그 외
  - 해군사관학교 (USNA)
  - 운영시험평가부대 (OPTEVFOR); 1947년 12월
  - 해군정보전센터

## 사령부
- 해전개발사령부 (NWDC)
- 해군모집사령부 (NAVCRUITCOM)
- 해군법서비스사령부 (Naval Legal Service Command)
- 해군역사문화사령부 (NHHC)
- 해군해양기상학사령부 (NAVMETOCCOM)
- 지역별 해안사령부
  - 주한 미국 해군 (NFK)
  - 주일 미국 해군 (NFJ)
  - 미국 마리아나 해군 (NAVMARIANAS)

### 해군교육훈련사령부
- 해군근무훈련사령부 (NSTC)
  - 모집훈련사령부 (RTC)
  - 장교훈련사령부 (OTC)
  - 해군 학군단 (NROTC)
    - 청소년 학군단 (NJROTC)
- NETC 교습소 (NETC Learning Centers)
- NETC 전문성개발원 (NETPDC)

### 해군항공훈련사령부
- 해군비행시범대대 "블루 엔젤스"
- 제1훈련항공단
- 제2훈련항공단
- 제4훈련항공단
- 제5훈련항공단
- 제6훈련항공단

### 체계사령부
- 해군보급체계사령부 (NAVSUP)
- 해군설비기술사령부 (NAVFAC)
- 해군항공체계사령부 (NAVAIR)
- 해군해양체계사령부 (NAVSEA)
  - 해군핵전력훈련사령부 (NNPTC)

### 군사해상운송사령부
- 극동해상운송물류사령부 (SEALOGFE)
- 중부해상운송물류사령부 (SEALOGCENT)
- 태평양 해상운송물류사령부 (SEALOGPAC)
- 대서양 해상운송물류사령부 (SEALOGLANT)
- 유럽 해상운송물류사령부 (SEALOGEUR)

### 해군시설사령부
- 미국 본토
  - 워싱턴 해군 관구대 (NDW)
  - 북서 해군 지역대 (NRNW)
  - 중부대서양 해군 지역대 (NRMA)
  - 남동 해군 지역대 (NRSE)
  - 남서 해군 지역대 (NRSW)
- 해외
  - 마리아나 합동지역대 (JRM)
  - 유럽, 아프리카, 남서아시아 해군 지역대 (NREURAFSWA)
  - 일본 해군 지역대 (NRJ)
  - 한국 해군 지역대 (NRK)
  - 하와이 해군 지역대 (NRHI)

### 함대사이버사령부
- 해군네트워크전사령부 (NNWC)
- 해군정보작전사령부 (NIOC)
- 해군사이버방어작전사령부 (NCDOC)

### 특수전사령부
- 해군특수전개발단 (NSWDG)
- 제1해군특수전단 (NSWG-1)
- 제2해군특수전단 (NSWG-2)
- 제3해군특수전단 (NSWG-3)
- 제4해군특수전단 (NSWG-4)
- 제11해군특수전단 (NSWG-11)

## 함대
- 태평양 함대 (COMPACFLT)
  - 제3함대 (C3F)
  - 제7함대 (C7F)
  - 태평양 함대 수상함부대 (COMSURFPAC)
  - 태평양 함대 잠수함부대 (COMSUBPAC)
  - 태평양 함대 해군 항공대 (COMNAVAIRPAC)
- 미국 함대전력사령부/미국 해군 북부사령부 (USFLTFORCOM)/(USNAVYNORTH)
  - 제2함대 (C2F)
  - 대서양 함대 수상함부대 (COMSURFPAC)
  - 대서양 함대 잠수함부대 (COMSUBPAC)
  - 대서양 함대 해군 항공대 (COMNAVAIRPAC)
  - 해군원정전투사령부 (COMNEEC)
- 제4함대/미국 해군 남부사령부 (C4F)/(USNAVSO)
- 제5함대/미국 해군 중부사령부 (C5F)/(NAVCENT)
- 제6함대/미국 유럽-아프리카 해군 (C6F)/(NAVEUR-NAVAF)
- 제10함대/함대사이버사령부 (C10F)/(COMUSFCC)

## 예비군
- 미국 해군 예비군사령부 (Navy Reserve Forces Command)
  - 해군 예비함대(Naval Reserve Fleet)
    - 해군 예비함대 병원 (Naval Reserve Fleet Hospitals)
- 해군 항공대 예비군(Naval Air Force Reserve)
  - 함대물류지원비행단 (FLSW)
  - 전술지원비행단 (TSW)

## 해체된 조직
- 제1함대; 1947년 1월 1일 ~ 1973년 1월 30일
- 제8함대; 1943년 ~ 1945년 9월 15일; 1945년 12월 ~ 1947년 1월 1일
- 제9함대
- 제11함대
- 제12함대
- 해군우주사령부 (NAVSPACOM)[fn 7]
- 해군컴퓨터화상교신사령부 (NAVCOMTELCOM)[fn 8]
- 해양민사안보훈련사령부 (MCAST); 2009년, 설립 ~ 2014년, 해체
- 우주해전체계사령부 (SPAWAR); (시기불명), 해군정보전센터로 재편성됨.
- 주독 미국 해군 (NAVFORGER); 1944년 12월 15일, 설립 ~ 1957년 6월 20일, 해체
- 주월 미국 해군 (NAVFORV); 1966년 4월 1일, 설립 ~ 1973년 3월 29일, 해체

## 참고

## 같이 보기
- 미국 해군 항공대의 부대 목록